# Egipt na Letnich Igrzyskach Olimpijskich 2004
Egipt wziął udział w XXVIII Letnich Igrzyskach Olimpijskich w Atenach. Był to 19 start Egipcjan na letnich igrzyskach olimpijskich.

## Zdobyte medale
| Medal  | Zawodnik           | Dyscyplina sportowa | Konkurencja                               |
| ------ | ------------------ | ------------------- | ----------------------------------------- |
| Złoto  | Karam Dżabir       | Zapasy              | styl klasyczny do 96 kg mężczyzn          |
| Srebro | Muhammad Ali Rida  | Boks                | waga superciężka (powyżej 91 kg) mężczyzn |
| Brąz   | Ahmad Isma’il      | Boks                | waga półciężka (do 81 kg) mężczyzn        |
| Brąz   | Muhammad as-Sajjid | Boks                | waga ciężka (do 91 kg) mężczyzn           |
| Brąz   | Tamer Bayoumi      | Taekwondo           | do 58 kg mężczyzn                         |